# Tando Adam
Tando Adam – miasto w Pakistanie, w prowincji Sindh. W 1998 roku miasto liczyło 104 907 mieszkańców.